# 粗线期
粗线期是细胞减数分裂I前期的第三期。在这一阶段，配对的染色体变粗并分裂成染色单体，联会现象完成，同源染色体间的非姐妹染色单体进行基因的交叉互换。